# Copa Libertadores Femenina 2020
Die Copa Libertadores Femenina 2020 war die zwölfte Austragung des einzigen internationalen Frauenfußballwettbewerbes für Vereinsmannschaften des südamerikanischen Kontinentalverbandes CONMEBOL. Der Wettbewerb wurde in einem zweiwöchigen Turniermodus erstmals in Argentinien ausgetragen. Bedingt durch die weltweite COVID-19-Pandemie war die ursprünglich für das Spätjahr 2020 vorgesehene Austragung des Wettbewerbs zwischen dem 5. und 21. März 2021 neu terminiert wurden.

## Teilnehmende Mannschaften
| Land        | Verein                 | Qualifikationsgrund                                          |
| ----------- | ---------------------- | ------------------------------------------------------------ |
| Argentinien | Boca Juniors           | Argentinischer Meister 2020                                  |
| Argentinien | River Plate            | Argentinischer Vizemeister 2020                              |
| Bolivien    | Deportivo Trópico      | Gewinner der Copa Simón Bolívar Femenina 2020                |
| Brasilien   | Corinthians São Paulo  | Titelverteidiger                                             |
| Brasilien   | Ferroviária            | Brasilianischer Meister 2019                                 |
| Brasilien   | AE Kindermann          | Dritter der brasilianischen Meisterschaft 2019               |
| Chile       | Santiago Morning       | Meister der Primera División de Fútbol Femenino 2019         |
| Chile       | Universidad de Chile   | Gewinner des Libertadores-Qualifikationsturniers 2020        |
| Kolumbien   | Independiente Santa Fe | Kolumbianischer Meister 2020                                 |
| Kolumbien   | América de Cali        | Kolumbianischer Vizemeister 2020                             |
| Ecuador     | CD El Nacional         | Meister des Campeonato Ecuatoriano de Fútbol Femenino 2020   |
| Paraguay    | Club Libertad          | Meister des Campeonato Paraguayo de Fútbol Femenino 2019     |
| Paraguay    | Sol de América         | Vizemeister des Campeonato Paraguayo de Fútbol Femenino 2019 |
| Peru        | Universitario          | Meister des Campeonato Peruano de Fútbol Femenino 2019       |
| Uruguay     | CA Peñarol             | Meister des Campeonato Uruguayo de Fútbol Femenino 2019      |
| Venezuela   | Atlético SC            | Meister des Campeonato Venezolano de Fútbol Femenino 2021    |

## Spielstätten
| Estadio José Amalfitani |                                |
| Buenos Aires            | Morón                          |
| Estadio José Amalfitani | Estadio Nuevo Francisco Urbano |
| Kapazität: 49.500       | Kapazität: 32.300              |

## Turnierverlauf

### Vorrunde

#### Gruppe A
| Pl. | Verein                | Sp. | S | U | N | Tore    | Diff. | Punkte |
| --- | --------------------- | --- | - | - | - | ------- | ----- | ------ |
| 1.  | Corinthians São Paulo | 3   | 3 | 0 | 0 | 027:000 | +27   | 09     |
| 2.  | América de Cali       | 3   | 2 | 0 | 1 | 010:400 | +6    | 06     |
| 3.  | Universitario         | 3   | 0 | 1 | 2 | 001:140 | −13   | 01     |
| 4.  | Ecuador               | 3   | 0 | 1 | 2 | 002:220 | −20   | 01     |

| 5. März 2021          |       |                       |
| Corinthians São Paulo | 16:00 | CD El Nacional        |
| Universitario         | 0:5   | América de Cali       |
| 8. März 2021          |       |                       |
| Corinthians São Paulo | 8:0   | Universitario         |
| CD El Nacional        | 1:5   | América de Cali       |
| 11. März 2021         |       |                       |
| América de Cali       | 0:3   | Corinthians São Paulo |
| CD El Nacional        | 1:1   | Universitario         |

#### Gruppe B
| Pl. | Verein            | Sp. | S | U | N | Tore    | Diff. | Punkte |
| --- | ----------------- | --- | - | - | - | ------- | ----- | ------ |
| 1.  | Boca Juniors      | 3   | 2 | 1 | 0 | 012:200 | +10   | 07     |
| 2.  | Santiago Morning  | 3   | 1 | 2 | 0 | 010:100 | +9    | 05     |
| 3.  | AE Kindermann     | 3   | 1 | 1 | 1 | 008:100 | +7    | 04     |
| 4.  | Deportivo Trópico | 3   | 0 | 0 | 3 | 001:270 | −26   | 0      |

| 5. März 2021      |      |                   |
| Deportivo Trópico | 0:8  | AE Kindermann     |
| Boca Juniors      | 1:1  | Santiago Morning  |
| 8. März 2021      |      |                   |
| Santiago Morning  | 0:0  | AE Kindermann     |
| Boca Juniors      | 10:1 | Deportivo Trópico |
| 11. März 2021     |      |                   |
| AE Kindermann     | 0:1  | Boca Juniors      |
| Santiago Morning  | 9:0  | Deportivo Trópico |

#### Gruppe C
| Pl. | Verein                 | Sp. | S | U | N | Tore    | Diff. | Punkte |
| --- | ---------------------- | --- | - | - | - | ------- | ----- | ------ |
| 1.  | River Plate            | 3   | 2 | 1 | 0 | 004:700 | −3    | 07     |
| 2.  | Independiente Santa Fe | 3   | 2 | 0 | 1 | 005:100 | +4    | 06     |
| 3.  | Sol de América         | 3   | 1 | 1 | 1 | 002:200 | ±0    | 04     |
| 4.  | Atlético SC            | 3   | 0 | 0 | 3 | 001:900 | −8    | 0      |

| 6. März 2021           |     |                        |
| Independiente Santa Fe | 4:0 | Atlético SC            |
| River Plate            | 0:0 | Sol de América         |
| 9. März 2021           |     |                        |
| Atlético SC            | 1:2 | Sol de América         |
| Independiente Santa Fe | 0:1 | River Plate            |
| 12. März 2021          |     |                        |
| Atlético SC            | 0:3 | River Plate            |
| Sol de América         | 0:1 | Independiente Santa Fe |

#### Gruppe D
| Pl. | Verein               | Sp. | S | U | N | Tore    | Diff. | Punkte |
| --- | -------------------- | --- | - | - | - | ------- | ----- | ------ |
| 1.  | Universidad de Chile | 3   | 2 | 0 | 1 | 007:400 | +3    | 06     |
| 2.  | Ferroviária          | 3   | 1 | 1 | 1 | 005:600 | −1    | 04     |
| 3.  | Club Libertad        | 3   | 1 | 1 | 1 | 004:500 | −1    | 04     |
| 4.  | CA Peñarol           | 3   | 0 | 2 | 1 | 001:200 | −1    | 02     |

| 6. März 2021         |     |                      |
| Ferroviária          | 0:4 | Club Libertad        |
| CA Peñarol           | 0:1 | Universidad de Chile |
| 9. März 2021         |     |                      |
| Ferroviária          | 1:1 | CA Peñarol           |
| Club Libertad        | 0:5 | Universidad de Chile |
| 12. März 2021        |     |                      |
| Universidad de Chile | 1:4 | Ferroviária          |
| Club Libertad        | 0:0 | CA Peñarol           |

### Finalrunde

#### Viertelfinale
| Datum         |                       | Ergebnis |                        | Ort                                   |
| ------------- | --------------------- | -------- | ---------------------- | ------------------------------------- |
| 14. März 2021 | Corinthians São Paulo | 7:0      | Santiago Morning       | Estadio José Amalfitani, Buenos Aires |
| 14. März 2021 | Boca Juniors          | 1:2      | América de Cali        | Estadio José Amalfitani, Buenos Aires |
| 15. März 2021 | Universidad de Chile  | 3:1      | Independiente Santa Fe | Estadio Nuevo Francisco Urbano, Morón |
| 15. März 2021 | River Plate           | 0:1      | Ferroviária            | Estadio Nuevo Francisco Urbano, Morón |

#### Halbfinale
| Datum         |                       | Ergebnis        |                 | Ort                                   |
| ------------- | --------------------- | --------------- | --------------- | ------------------------------------- |
| 17. März 2021 | Corinthians São Paulo | 1:1 (3:4 i. E.) | América de Cali | Estadio Nuevo Francisco Urbano, Morón |
| 18. März 2021 | Universidad de Chile  | 0:0 (6:7 i. E.) | Ferroviária     | Estadio Nuevo Francisco Urbano, Morón |

#### Spiel um Platz 3
| Datum         |                       | Ergebnis |                      | Ort                                   |
| ------------- | --------------------- | -------- | -------------------- | ------------------------------------- |
| 21. März 2021 | Corinthians São Paulo | 4:0      | Universidad de Chile | Estadio José Amalfitani, Buenos Aires |

#### Finale
| Ferroviária                                             | Ferroviária | América de Cali | América de Cali |
| ------------------------------------------------------- | --- | --- | --------------- |
| Ferroviária                                             | \| 21. März 2021 in Buenos Aires (Estadio José Amalfitani) \| \| Ergebnis: 2:1 (2:1) \| \| Schiedsrichterin: María Belén Carvajal ( Chile) \|                                 | \| 21. März 2021 in Buenos Aires (Estadio José Amalfitani) \| \| Ergebnis: 2:1 (2:1) \| \| Schiedsrichterin: María Belén Carvajal ( Chile) \|                                                           | América de Cali |
| Ferroviária                                             | Luciana, Monalisa, Yasmin Cosmann, Ana Alice, Ana Maria Barrinha, Luana Sartório, Carol Tavares, Nicoly, Patrícia Sochor, Lurdinha, Aline Milene Cheftrainerin: Lindsay Teles | Katherine Tapia, Lizeth Ocampo, Daniela Arias, Tatiana Castañeda, Leury Basanta, Mildrey Pineda, Diana Ospina, Catalina Usme , Manuela González, Gisela Robledo, Wendy Bonilla Cheftrainer: Andrés Usme | América de Cali |
| Ferroviária                                             | 1:0 Patrícia Sochor (7.) 2:1 Aline Milene (43.) | 1:1 Catalina Usme (40.) | América de Cali |
| 21. März 2021 in Buenos Aires (Estadio José Amalfitani) | | |                 |
| Ergebnis: 2:1 (2:1)                                     | | |                 |
| Schiedsrichterin: María Belén Carvajal ( Chile)         | | |                 |

| Associação Ferroviária de Esportes | |
|                                    | - Tor: Luciana; Lucilene - Abwehr: Ana Alice; Yasmin Cosmann; Daiane Rodrigues; Carol Tavares; Géssica; Monalisa; Ana Maria Barrinha; Luana Sartório - Mittelfeld: Aline Milene ; Nicoly; Rafa Mineira; Duda Batista; Amanda Brunner; Leidiane - Sturm: Patrícia Sochor; Lurdinha - Trainer: Lindsay Teles |

## Statistik

### Beste Torschützinnen
| Rang | Spielerin            | Klub                  | Tore |
| ---- | -------------------- | --------------------- | ---- |
| 1    | Gabi Nunes           | Corinthians São Paulo | 7    |
| 1    | Grazielle            | Corinthians São Paulo | 7    |
| 1    | Victória Albuquerque | Corinthians São Paulo | 7    |
| 4    | Giovanna Crivelari   | Corinthians São Paulo | 5    |
| 5    | Lelê                 | AE Kindermann         | 4    |
| 5    | Yamila Rodríquez     | Boca Juniors          | 4    |
| 5    | Adriana              | Corinthians São Paulo | 4    |

## Weblink
- CONMEBOL Libertadores Femenina Argentina 2020. In: conmebol.com. CONMEBOL, abgerufen am 22. März 2021.